# Илона Шталер
Илона Ана Шталер (мађ. Ilona Anna Staller; Будимпешта, 26. новембар 1951), такође позната под уметничким именом Чичолина (мада се чешће користи неправилно Ћићолина; итал. Cicciolina) јесте мађарско-италијанска порно звезда, политичарка и певачица.

## Биографија
Илона Шталер је рођена у главном граду Мађарске Будимпешти. Њен отац, Ласло Шталер, је напустио породицу када је била врло млада девојка, па је подигла њена мајка, која је била бабица и очух који је био функционер у мађарском министарству унутрашњих послова.
Године 1964. Илона почиње да ради у агенцији за моделе. Након што се удала и узела италијанско држављанство, преселила се у Италију. У раним седамдесетим, упознала се са редитељем порнографских филмова Рикардом Скикијем.
Године 1973. била је на првом месту по популарности, захваљујући учешћу у радио емисији фр. Voulez-vous coucher avec moi? (Желиш ли да спаваш са мном?) на радију Луна. У овој емисији први пут је користила име Чичолина. Њен први дебитантски филм под својим именом „La Liceale“ објављен је 1975. године, где је играла улогу Монике која је лезбијка и главни протагониста. На РАИ телевизији 1978. године у ТВ емисији „C'era due Volte“ приказане су њене голе груди и то по први пут на некој италијанској телевизији.
Чичолинин први порнографски филм у целости „Il telefono rosso“, објављен је 1983. године.
Њени мемоари, под називом „Confessioni erotiche di Cicciolina“ објављени су у Милану 1987. године. Исте године је глумила у филму „Carne bollente“. Сам филм је предмет жестоке дебате након што је постало јасно да су тестови показали да је глумац Џон Холмс ХИВ позитиван. Последњи порно-филм Илона је снимила 1992. године.
Удала се 1991. године за америчког вајара Џефа Кунса. Њихов брак се завршио разводом после годину дана, имају сина Лудвига. Илона је напустила САД са дететом.
Сарађивала је са представницима магазина Плејбој у различитим земљама. Њено прво појављивање у овом часопису је било у Аргентини, 1. марта 1988. (у септембру 1990. сликала се за часопис поново). Друге сличне појаве су у Мађарској (1. јун 2005), Србија (1. јул 2005) и у Мексику, у септембарском издању магазина Плејбој.
Глумила је у култном филму „Репликатор“ из 1994. године. У септембру 1995. године боравила је у званичној посети Москви, где се састала са руским политичаром Владимиром Жириновским.

## Политичка каријера
Године 1979. Шталер је представљена као кандидат за италијански парламент од стране Листа дел Соле (прва италијанска Зелена странка).
Изабрана је за италијански парламент 1987. године са око 20.000 гласова. Док је на дужности и пре почетка рата у Заливу понудила је да има секс са ирачким лидером Садамом Хусеином у замену за мир у региону.
Илона је била међу оснивачима другог италијанског политичког покрета, који се зове „Partito dell'Amore“ (Странка Љубави), а предводила га је њена пријатељица и колегиница порно звезда Моана Поци.
У јануару 2002. године почела је да истражује могућност кампање у Мађарској, земље где је рођена, да заступа Будимпештански индустријски округ Кобаниу у мађарском парламенту. Међутим, није успела да прикупи довољно потписа петиције за ванстраначку кандидатуру. У истој години на локалним изборима у Монци није привукла пуно гласова. Године 2004. је најавила планове да се кандидује за градоначелника Милана.

## Музичка каријера
У музичком делу своје каријере Илона Шталер је снимила неколико албума и синглова. Песме су једноставне, лаке мелодије у итало-диско стилу из осамдесетих година. Њена позната песма је итал. Muscolo rosso (на српском „Црвен мишић“).

## Музичка дискографија

### Албуми
- 1979. — Ilona Staller (RCA Italiana, PL 31442, LP, CD)
- 1987. — Muscolo rosso (BOY RECORDS)
- 2000. — Ilona Staller (Sequel Records/Castle Music, NEMCD398, CD)

### Синглови
- 1976. — Voulez vous coucher avec moi? (Nuovo Playore 1º Radio Rete 4 D.R., 7")
- 1979 - I was made for dancing /Più su sempre più su (RCA Italiana PB 6323, 7")
- 1979 - I was made for dancing (extended vers.) / Save the last dance for me (RCA, PD 6327, 12") 12"
- 1980. — Eurokids / Ilona Staller - Goal / Buone Vacanze (7", Spe)
- 1980 - Buone Vacanze (RCA Italiana)
- 1981. — Ska Skatenati (Lupus)
- 1984. — Dolce Cappuccino / Baby Love
- 1987. — Muscolo Rosso / Avec Toi (SFC 17117-7, 7")
- 1987. — Muscolo Rosso / Russians (BOY-028-PRO, 7")
- 1987. — Muscolo Rosso / Russians (BOY-028, 12")
- 1989. — San Francisco Dance / Living in my Paradise / My Sexy Shop (Acv 5472, 12")